# Esclavage par ascendance
 (mai 2025).
Si vous disposez d'ouvrages ou d'articles de référence ou si vous connaissez des sites web de qualité traitant du thème abordé ici, merci de compléter l'article en donnant les références utiles à sa vérifiabilité et en les liant à la section « Notes et références ».
 (mai 2025).
La mise en forme du texte ne suit pas les recommandations de Wikipédia : il faut le « wikifier ».
Les points d'amélioration suivants sont les cas les plus fréquents. Le détail des points à revoir est peut-être précisé sur la page de discussion.
- Les titres sont pré-formatés par le logiciel. Ils ne sont ni en capitales, ni en gras.
- Le texte ne doit pas être écrit en capitales (les noms de famille non plus), ni en gras, ni en italique, ni en « petit »…
- Le gras n'est utilisé que pour surligner le titre de l'article dans l'introduction, une seule fois.
- L'italique est rarement utilisé : mots en langue étrangère, titres d'œuvres, noms de bateaux, etc.
- Les citations ne sont pas en italique mais en corps de texte normal. Elles sont entourées par des guillemets français : « et ».
- Les listes à puces sont à éviter, des paragraphes rédigés étant largement préférés. Les tableaux sont à réserver à la présentation de données structurées (résultats, etc.).
- Les appels de note de bas de page (petits chiffres en exposant, introduits par l'outil «  Source ») sont à placer entre la fin de phrase et le point final[comme ça].
- Les liens internes (vers d'autres articles de Wikipédia) sont à choisir avec parcimonie. Créez des liens vers des articles approfondissant le sujet. Les termes génériques sans rapport avec le sujet sont à éviter, ainsi que les répétitions de liens vers un même terme.
- Les liens externes sont à placer uniquement dans une section « Liens externes », à la fin de l'article. Ces liens sont à choisir avec parcimonie suivant les règles définies. Si un lien sert de source à l'article, son insertion dans le texte est à faire par les notes de bas de page.
- La présentation des références doit suivre les conventions bibliographiques. Il est recommandé d'utiliser les modèles {{Ouvrage}}, {{Chapitre}}, {{Article}}, {{Lien web}} et/ou {{Bibliographie}}. Le mode d'édition visuel peut mettre en forme automatiquement les références.
- Insérer une infobox (cadre d'informations à droite) n'est pas obligatoire pour parachever la mise en page.

Pour une aide détaillée, merci de consulter Aide:Wikification.
Si vous pensez que ces points ont été résolus, vous pouvez retirer ce bandeau et améliorer la mise en forme d'un autre article.
L’esclavage par ascendance, également appelé esclavage par naissance, est un système présent en  Afrique de l’Ouest dans lequel les individus naissent dans une condition servile, héritée de leurs parents. Ce statut, transmis de génération en génération, se fonde sur une hiérarchie sociale rigide entre les descendants de maîtres et ceux d’esclaves. Contrairement aux formes d’esclavage fondées sur la capture ou le commerce d’êtres humains, l’esclavage par ascendance s’inscrit dans un ordre social héréditaire, profondément enraciné dans les structures sociales, culturelles et parfois religieuses des sociétés ouest-africaines.

## Cadre juridique
Dans les pays d’Afrique de l’Ouest, l’esclavage est officiellement interdit par la législation nationale et par les engagements internationaux pris par les États. Plusieurs conventions relatives aux droits humains ont été ratifiées, notamment la Convention relative à l’abolition de l’esclavage (1956) et la Charte africaine des droits de l’homme et des peuples.
Cependant, l’application effective de ces textes varie selon les pays. En Mauritanie, l’esclavage a été aboli en 1981, puis criminalisé en 2007. Au Niger, la Cour de justice de la Communauté économique des États de l’Afrique de l’Ouest (CEDEAO) a reconnu en 2008 la responsabilité de l’État nigérien dans un cas de non-protection d’une victime d’esclavage. Malgré ces cadres juridiques, l’esclavage par ascendance continue d’exister sous des formes diverses, parfois dissimulées sous des relations coutumières de dépendance ou des statuts sociaux héréditaires.

## Origines historiques
L’esclavage par ascendance trouve ses racines dans les sociétés précoloniales ouest-africaines, notamment au sein des empires du Ghana, du Mali et du Songhaï. Des captifs issus de guerres ou de razzias étaient intégrés dans les sociétés locales avec un statut d’esclave. Au fil du temps, ce statut est devenu héréditaire, s’inscrivant dans des systèmes de castes ou de classes sociales.
Les traites transsaharienne et transatlantique ont renforcé cette dynamique, en augmentant le nombre de personnes asservies et en consolidant les hiérarchies sociales basées sur la servitude. À l’époque coloniale, certaines formes d’esclavage ont persisté malgré les politiques officielles d’abolition. Dans certaines zones rurales, des rapports de domination hérités des structures esclavagistes ont perduré, souvent tolérés ou intégrés dans l’organisation coutumière locale.

### Situation contemporaine
L’esclavage par ascendance reste présent dans plusieurs pays d’Afrique de l’Ouest, notamment la Mauritanie, le Mali, le Niger, le Burkina Faso et le Sénégal. Il se manifeste par une assignation sociale héréditaire, où des individus ou des communautés entières sont identifiés comme descendants d’esclaves. Ces personnes peuvent être soumises à des obligations non rémunérées, à des restrictions dans l’accès à la propriété, à l’éducation, au mariage ou à la participation à la vie communautaire.
Des organisations non gouvernementales et des chercheurs ont documenté des cas dans lesquels l’esclavage par ascendance continue d’être pratiqué ou toléré, en particulier dans les zones rurales. Les moyens juridiques pour y mettre fin se heurtent souvent à la faiblesse des institutions, à la prédominance du droit coutumier ou à la crainte de conflits communautaires.

## Variations régionales

### Mauritanie
En Mauritanie, l’esclavage par ascendance concerne principalement les Haratine, une population historiquement asservie, souvent perçue comme subalterne dans la hiérarchie sociale. Malgré les lois d’abolition et les mécanismes juridiques existants, des cas de servitude héréditaire continuent d’être signalés par des organisations de défense des droits humains.

### Mali
Au Mali, des tensions sociales subsistent autour des statuts hérités de l’esclavage, notamment dans les régions de Kayes, Kita et Nioro. Certaines communautés sont identifiées comme « descendants d’esclaves » (appelés parfois jon ou dima), et sont confrontées à des discriminations dans les sphères sociale, matrimoniale et politique. Des conflits communautaires liés à ces discriminations ont été rapportés.

### Niger
Au Niger, plusieurs rapports ont mis en évidence la persistance de l’esclavage par ascendance dans certaines zones, en particulier parmi les communautés touarègues et peules. Bien que le pays ait adopté des lois pénalisant l’esclavage, les poursuites judiciaires restent rares et les victimes rencontrent souvent des obstacles dans l’accès à la justice.

### Sénégal
Au Sénégal, le phénomène est observé notamment dans les régions habitées par les Soninké, où les distinctions entre « nobles » et « esclaves » sont encore visibles dans certains usages sociaux. Des affrontements ont été signalés dans des villages de la région de Matam, liés à la contestation de ces hiérarchies.

### Burkina Faso
Au Burkina Faso, les formes d’esclavage héréditaire sont moins documentées, mais certaines relations sociales de dépendance persistent, en particulier dans le nord du pays. Des études mentionnent l’existence de castes et de statuts sociaux hérités pouvant être assimilés à des survivances de l’esclavage.

## Dimension religieuse
Dans certains contextes, l’esclavage par ascendance a été justifié par des interprétations religieuses, notamment au sein de l’islam traditionnel. Toutefois, de nombreux érudits musulmans contemporains rejettent ces justifications et soulignent que l’islam ne cautionne pas l’esclavage héréditaire. Des initiatives locales ont été mises en place pour dissocier les pratiques coutumières de toute légitimation religieuse.

## Dimension de genre et d’âge
Les femmes et les enfants issus de l’esclavage par ascendance sont particulièrement exposés à des formes spécifiques de vulnérabilité. Les femmes peuvent être soumises à des mariages forcés, à des violences sexuelles ou à des travaux domestiques non rémunérés. Les enfants sont parfois utilisés comme main-d’œuvre dans les champs ou dans les foyers, avec un accès limité à l’éducation.

## Réactions et perspectives
Plusieurs associations de lutte contre l’esclavage œuvrent à la reconnaissance des droits des personnes concernées, à la sensibilisation des populations et à l’accompagnement juridique des victimes. Des campagnes d’information et des actions en justice ont été entreprises, parfois avec le soutien d’organisations internationales.
Les gouvernements de la région ont mis en place des dispositifs légaux, mais leur mise en œuvre demeure souvent partielle. La question de l’esclavage par ascendance reste un enjeu social majeur dans certaines zones, appelant à des politiques publiques plus inclusives, à un renforcement de l’accès à la justice, ainsi qu’à une réforme des normes coutumières discriminatoires.